# Illés Gabriella
Illés Gabriella Barbara (Vác, 1979. június 4. –) producer.

## Tanulmányai
Általános iskolai tanulmányait Fóton végezte, majd a dunakeszi Radnóti Miklós Gimnáziumban érettségizett. Ezt követően a Szegedi Tudományegyetem bölcsészkarának kommunikáció szakán diplomázott, majd a Sorbonne-on végzett marketing-menedzsment szakirányon, s végül a Debreceni Egyetemen szerzett PhD-t.

## Pályafutása
1998–2014 között televíziósként dolgozott. Gyakornokként kezdte pályafutását, majd olyan sikeres műsorok szerkesztője, főszerkesztője, később producere lett, mint például a Megasztár, a Nagy Duett vagy a Propaganda.
2013-tól a TV2 csoport valamennyi kábelcsatornájának kreatív vezetője lett.
2014-ben saját céget alapított TulipánTündér Produkció néven, mely elsőként A Játékkészítő című akciómesét mutatta be, amelyet több mint 100 000-en láttak a színpadon és a mozikban. Később különböző nagyszabású kiállításokat szervezett, mint például a Gateway to Space vagy a Champion, melyeket szintén több tízezren látogattak meg. 
2017-ben az Álomutazó című saját fejlesztésű mesemusicalt vitte színpadra a TulipánTündér Produkció, amely akkora siker lett, hogy 2018-ban ismét bemutatásra került, s összesen több mint 100 000-en látták.
A TulipánTündér Produkció életre hívta az Andrássy Élményparkot, amelyben elsőként a Future Park című kiállítás, a világ legmodernebb tudományos játszótere került megrendezésre, majd 2019-ben az Avatar – Fedezd fel Pandorát című interaktív kiállítás.
2018 óta az UNICEF bajnoka.